# Алькампель
Алькампель (ісп. Alcampell, кат. El Campell) — муніципалітет в Іспанії, у складі автономної спільноти Арагон, у провінції Уеска. Населення — 793 особи (2009).
Муніципалітет розташований на відстані близько 380 км на північний схід від Мадрида, 75 км на схід від Уески.

## Демографія
Динаміка населення (INE ):